# Musikjahr 1612
Liste der Musikjahre

◄◄ | ◄ | 1608 | 1609 | 1610 | 1611 | Musikjahr 1612 | 1613 | 1614 | 1615 | 1616 | ► | ►►

Weitere Ereignisse
Dieser Artikel behandelt das Musikjahr 1612.

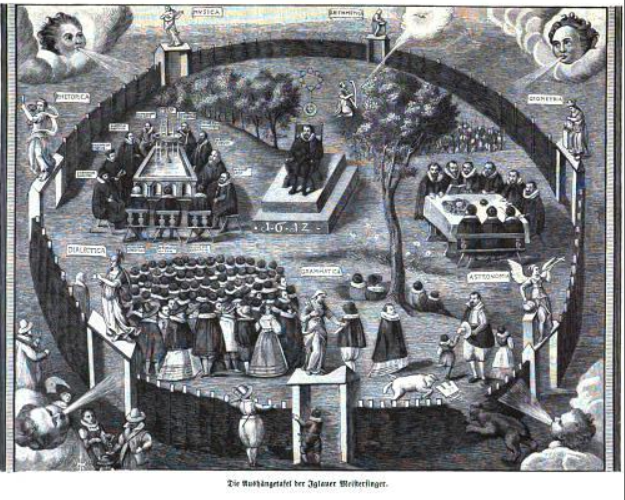
Meistersinger auf einem Singstuhl (Mitte). Johann Weidhofer, Iglauer Postenbrief 1612

## Ereignisse
- Giacomo Filippo Biumi erhält die Stelle des Organisten in Sant’Ambrogio in Mailand.
- John Bull unterrichtet offiziell ab 1612 Prinzessin Elisabeth.
- Richard Carlton wird am 11. Oktober 1612 von Thomas Thursby in der Pfarrei von Bawsey und Glosthorp in der Nähe von Lynn vorgestellt. Er übernimmt dann dieses Priesteramt.
- Pieter Cornet wirkt von 1612 bis 1618 als Musiker für die Brüsseler Hofkapelle.
- Richard Dering geht nach der Beendigung seines Studiums in Oxford nach Italien.
- John Dowland erhält am 12. oder 28. Oktober den jahrelang ersehnten Posten als Musician for the lute am königlichen Hof von Jakob I. in England, schreibt aber nach diesem beruflichen Erfolg fast keine Kompositionen mehr.
- Giovanni Battista Grillo wird im August zum Organisten in der kirchlichen venezianischen Bruderschaft Scuola Grande di San Rocco ernannt.
- Hans Leo Haßler weilt 1612 im Gefolge von Kurfürst Johann Georg I. in Frankfurt am Main, um an den Krönungsfeierlichkeiten für Kaiser Matthias teilzunehmen. Während dieses Aufenthalts stirbt er an Auszehrung.
- Carl Luython wird – nach dem Tod von Rudolf II. im Januar 1612 – von seinem Nachfolger Matthias ohne Pension entlassen. Der Komponist ist gezwungen, nach und nach seinen Besitz zu verkaufen.
- Rogier Michael wird bei Neuaufbau der Dresdner Hofkapelle offenbar nicht mehr berücksichtigt. Als Kurfürst Johann Georg I. von Sachsen 1612 zur Wahl und Krönung von Kaiser Matthias mit seinem Gefolge nach Frankfurt reist, steht sein Name nicht auf der Liste der Mitreisenden. Offenbar ist Michael ab 1612 bei vollem Jahresgehalt von 300 Gulden vom Kapellmeisterdienst weitgehend entbunden worden.
- Claudio Monteverdi wird im Juli vom neuen Herzog Francesco IV. Gonzaga, der für Musik wenig empfänglich ist, von seinem Posten am Hof von Mantua entlassen.
- Bernardino Pallavicino, ein Kamaldulensermönch an San Marco in Mantua, veröffentlicht 1612 das achte fünfstimmige Madrigalbuch seines Vaters Benedetto Pallavicino, der 1601 verstorben ist.
- Francesco Rasi begleitet Vincenzo Gonzaga nach Prag, wo er für einen Auftritt am Hof von Kaiser Matthias mit einer goldenen Ehrenkette beschenkt wird.
- Lambert de Sayves zwölfstimmige Prunkmotette „Regna triumphalem“ erklingt mit Sicherheit in der Zeit vom 12. bis 14. Juni in Frankfurt am Main, wo die feierliche Krönung von Matthias zum Kaiser stattfindet.
- Thomas Simpson wirkt von 1612 bis 1622 als Violinist und Gambist in der Bückeburger Hofkapelle des Grafen Ernst III. von Holstein-Schaumburg.
- Ludovico Zacconi kehrt nach Pesaro zurück, wo er bis zu seinem Tode 1627 in Fiorenzuola lebte.

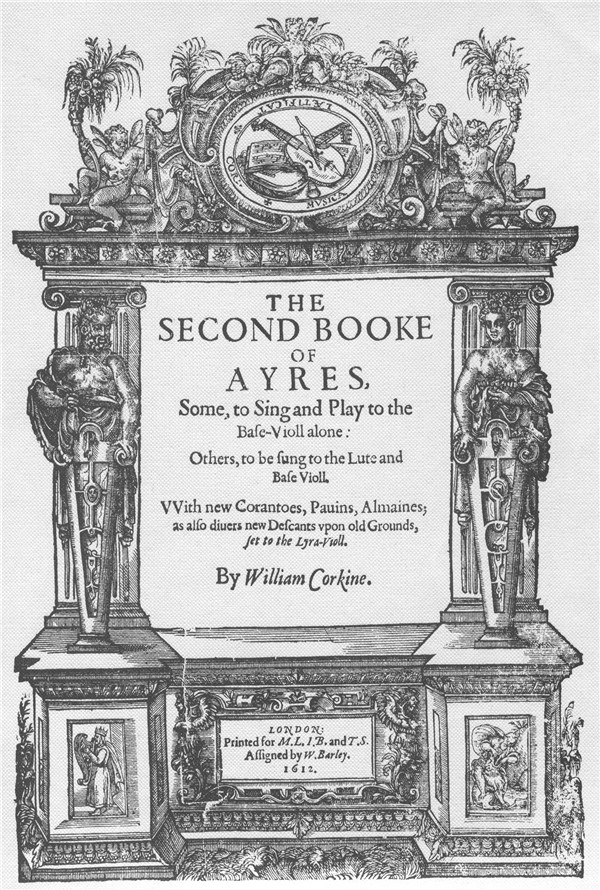
Titelblatt des Second Booke of Ayres von William Corkine

## Instrumental- und Vokalmusik (Auswahl)
- Adriano Banchieri – Moderna armonia di canzoni alla francese, op. 26, Venedig: Ricciardo Amadino (Sammlung für vier Instrumente)
- Antonio Brunelli – Prato di sacri fiori musicali zu einer und acht Stimmen mit Basso continuo, op. 7, Venedig: Giacomo Vincenti
- William Byrd, John Bull und Orlando Gibbons – Parthenia (Sammlung von Cembalomusik)
- Sethus Calvisius – Biciniorum libri duo, zweites Buch, Leipzig: Jacob Apel (erweiterte Ausgabe des ersten Buches von 1599)
- Antonio Cifra – fünftes Buch der Motetten zu zwei, drei und vier Stimmen, op. 11, Rom: Giovanni Battista Robletti
- William Corkine – The second book of ayres, some, to sing and play to the base-violl alone: others, to be sung to the lute and base violl, London: Matthew Lownes, John Brown, Thomas Snodham für William Barley
- Giovanni Croce – Sacre cantilene zu drei, fünf und sechs Stimmen mit vierstimmiger Besetzung, Venedig: Giacomo Vincenti
- Ignazio Donati – Sacri concentus zu einer, zwei, drei, vier und fünf Stimmen, Venedig: Giacomo Vincenti
- John Dowland – A Pilgrimes solace zu drei, vier und fünf Stimmen, London: Matthew Lownes, John Brown, Thomas Snodham für William Barley
- Giacomo Finetti – Concerti zu vier Stimmen mit Basso Continuo, Venedig: Angelo Gardano
- Melchior Franck
  - Ein schöner Text Auß dem Ersten Capitel Syrachs zu fünf Stimmen, Coburg: Justus Hauck (Hochzeitslied)
  - Suspira musica zu vier Stimmen, Coburg: Justus Hauck (Sammlung von Motetten)
- Bartholomäus Gesius – Gratulatio musica in lauream doctoralem Jacobi Schickfusii zu fünf Stimmen, Brieg
- Orlando Gibbons – The First Set Of Madrigals and Motetts of 5. Parts: apt for Viols and Voyces, London: Thomas Snodham für William Barley
- Konrad Hagius – erstes Buch der Etlicher Teutscher Geistlicher Psalmen und Gesängen zu vier, fünf und sechs Stimmen, Frankfurt: Wolfgang Richter
- Hans Leo Haßler – Sacri concentus, zweites Buch, Augsburg
- Joachim van den Hove – Delitiae musicae, Utrecht: Salomon de Roy & Johannes Guilielmus de Rhenen (Sammlung von Lautenmusik)
- Sigismondo d’India – Secondo libro delle villanelle alla napolitana a 3-4 voci, Venedig: Angelo Gardano
- Giovanni Girolamo Kapsberger
  - erstes Buch der motetti passagiatti zu einer Stimme, Rom
  - erstes Buch der arie passagiatti zu einer Stimme mit Theorbe, Rom
- Claude Le Jeune – Second livre des meslanges, Paris: Pierre Ballard (Sammlung von Chansons, posthum veröffentlicht)
- Simone Molinaro – Concerti zu einer und zwei Stimmen, Mailand: Simon Tini & Francesco Lomazzo
- Giovanni Bernardino Nanino
  - drittes Buch der Motetten zu einer, bis fünf Stimmen mit Basso continuo, Rom: Bartolomeo Zannetti für Christophoro Margarina
  - drittes Buch der Madrigale zu fünf Stimmen, Rom: Bartolomeo Zannetti
- Pietro Pace – zweites Buch der Madrigale zu fünf Stimmen, Venedig: Giacomo Vincenti
- Benedetto Pallavicino
  - Il sesto libro de madrigali zu fünf Stimmen, Venedig 1600, weitere Auflagen 1611 und Antwerpen 1612
  - L’ ottavo libro de madrigali zu fünf bis acht Stimmen, Venedig: Ricciardo Amadino (posthum veröffentlicht)
- Tomaso Pecci – zweites Buch der Madrigale zu fünf Stimmen, Venedig: Angelo Gardano (posthum veröffentlicht)
- Peter Philips – Cantiones sacrae pro praecipuis festis totius anni et commini sanctorum, Antwerpen: Pierre Phalèse
- Michael Praetorius – Terpsichore (Sammlung von Tänzen)
- Francesco Rasi – Musica di Camera et Chiesa zu einer bis drei Stimmen, Regensburg
- Giovanni Battista Riccio – Primo libro delle Divine Lodi, Venedig, 2. Ausgabe 1612
- Lambert de Sayve
  - 7 Messen zu fünf bis sechzehn Stimmen (darunter die 16-stimmige Messe Missa super Dominus regnavit zur Kaiserkrönung Matthias, die 14-stimmige Messe Missa super omnes gentes und die fünfstimmige Messe Missa super Lyram pulset)
  - Motettensammlung Sacrae symphoniae zu vier bis sechzehn Stimmen, Klosterbruck (hierin auch De confessoribus, adorans Daniel Deum)
- Antonio Scandello – Auferstehungshistorie, Breslau (komponiert um 1573)
- Jan Pieterszoon Sweelinck – Rimes françoises et italiennes mis en musique, à deux en à trois parties (Sammlung von Chansons und Madrigalen in Bearbeitungen von ursprünglich vier- oder fünfstimmigen Werken)
- Lodovico Grossi da Viadana
  - Salmi campagnoli a quattro […] con li Sicut erat a otto si placet mit B. c., Venedig
  - Salmi a quattro Chori per cantare e concertare nelle gran Solennità di tutto l’Anno, Venedig
  - Falsi bordoni a quattro Voci con i Sicut erat a otto, et il Te Deum laudamus e Salve Regina a otto, Rom
- Melchior Vulpius – Erster Theil Deutscher Sonntäglicher Evangelien Sprüche

## Geboren

### Genaues Geburtsdatum unbekannt
- Wolfgang Ebner, deutscher Organist, Kapellmeister und Komponist († 1665)
- Otto Gibel, deutscher Musiktheoretiker und Komponist († 1682)

## Gestorben

### Todesdatum gesichert

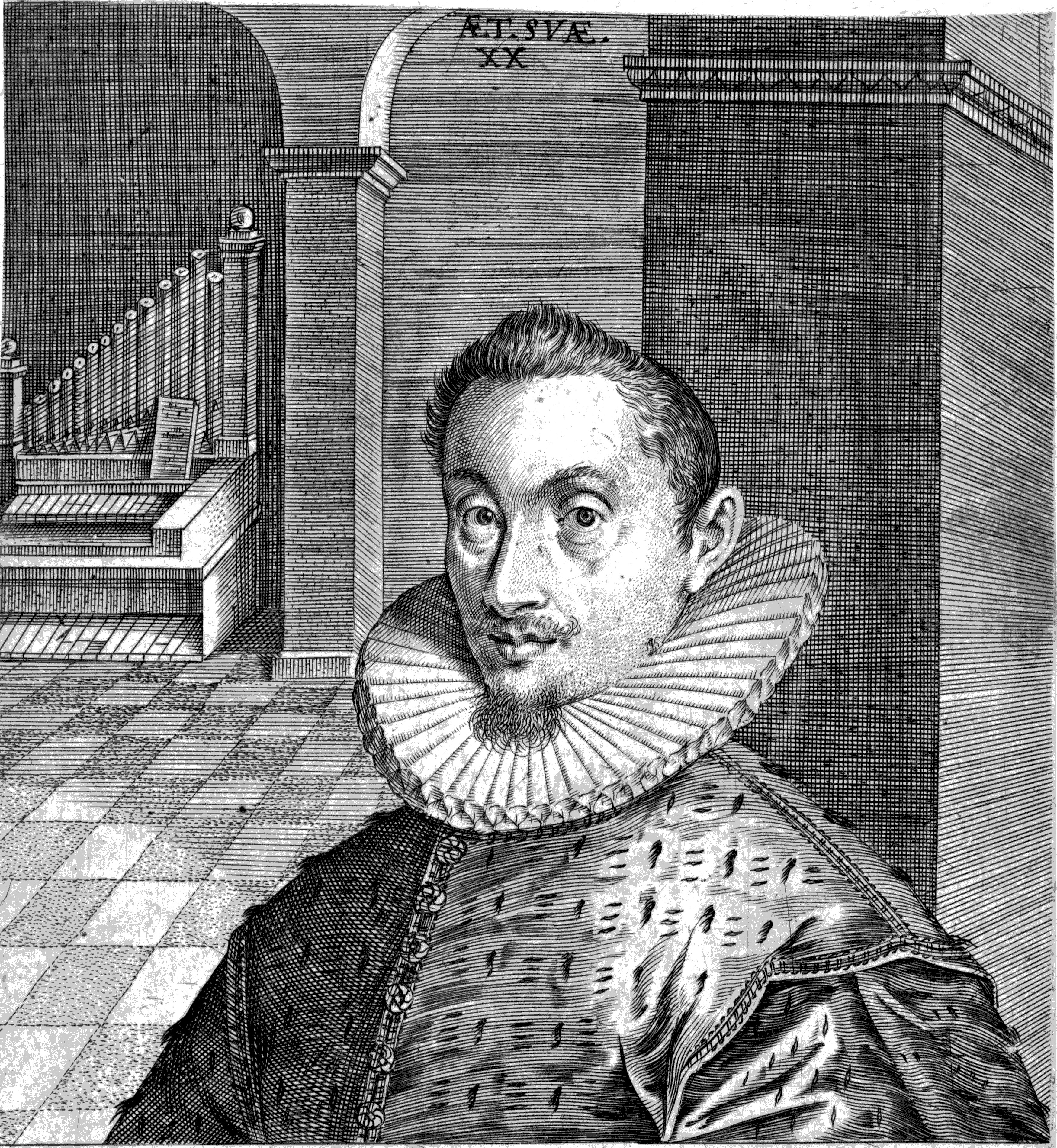
Hans Leo Haßler; † 8. Juni

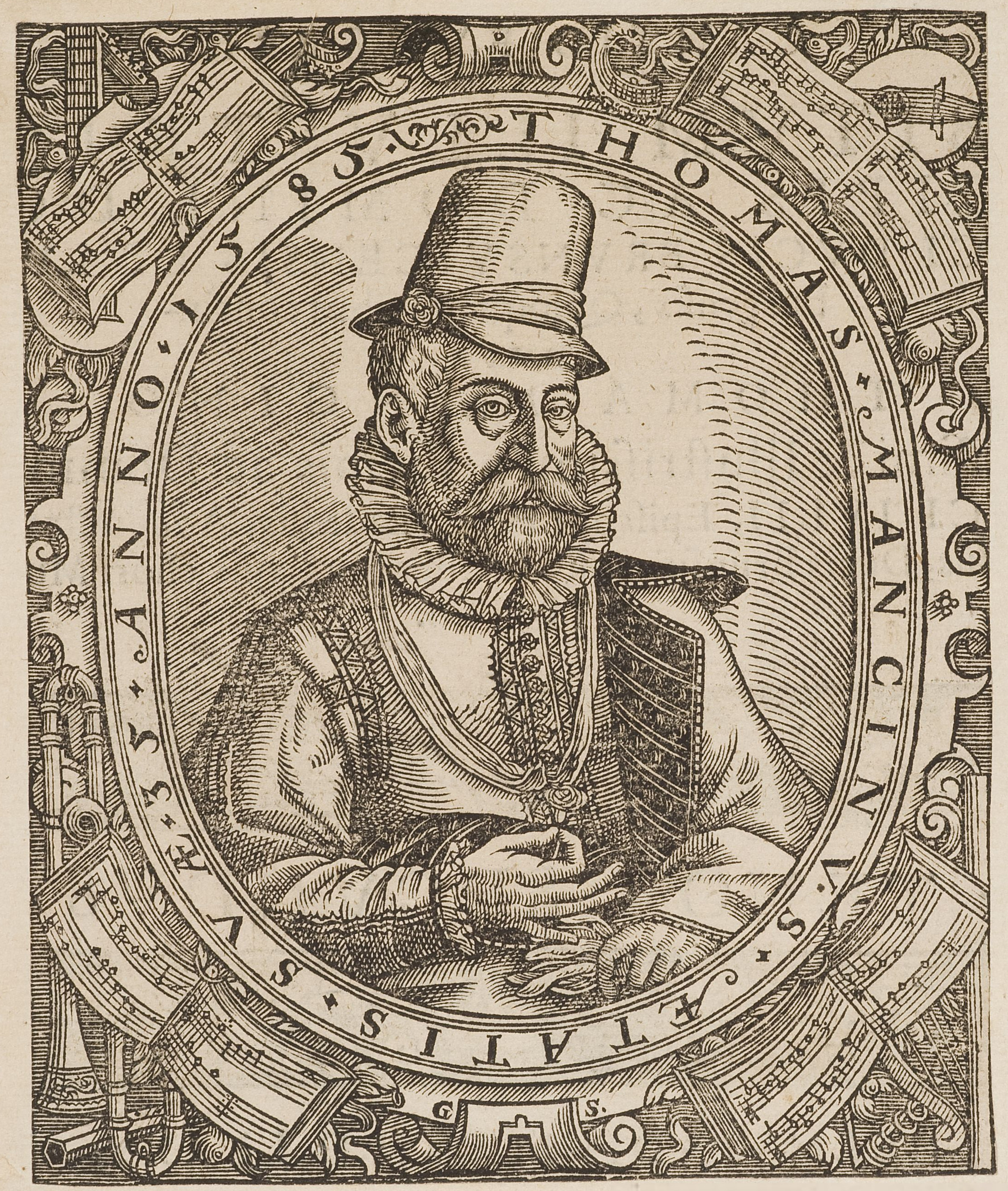
Thomas Mancinus

- 08. Juni: Hans Leo Haßler, deutscher Komponist (* 1564)
- 12. August: Giovanni Gabrieli, italienischer Komponist (* 1554 oder 1557)
- 24. September: Johannes Lippius, deutscher evangelischer Theologe, Philosoph und Musiktheoretiker (* 1585)

### Genaues Todesdatum unbekannt
- Giovanni de’ Bardi, italienischer Soldat, Komponist und Dichter (* 1534)
- Ercole Bottrigari, italienischer Gelehrter, Mathematiker, Dichter, Musiktheoretiker, Architekt und Komponist (* 1531)
- Marten de Mare, Orgelbauer (* um 1540)
- Valerius Otto, deutscher Organist und Komponist (* 1579)
- Juan Ginés Pérez, spanischer Kapellmeister und Komponist (* 1548)
- Johann Rasch, österreichischer Kleriker, Schriftsteller, Organist, Mathematiker und Buchhändler (* um 1540)

### Gestorben um 1612
- Thomas Mancinus, deutscher Komponist und Hofkapellmeister (* 1550)

### Gestorben nach 1612
- Floriano Canale, italienischer Komponist, Organist und Arzt (* vor 1575)
- Girolamo Diruta, italienischer Organist, Komponist und Musiktheoretiker (* um 1561)